# Séverine Pont-Combe
Séverine Pont-Combe est une sportive de ski-alpinisme et de course de fond née le 28 juin 1979 à Meyrin dans le canton de Genève en Suisse. Elle vit actuellement à Bernex. 

## Palmarès

### Ski alpinisme
- 2003 :
  - 1re de la Zermatt-Rothorn run[2]
- 2005 :
  - 2e de la Coupe de Suisse par équipe avec Jeanine Bapst[3]
  - 4e aux Championnats d'Europe par équipe avec Andrea Zimmermann
  - 5e aux Championnats d'Europe en individuel
  - 8e aux Championnats d'Europe en vertical Race
- 2006 :
  - 1re au Championnat Suisse en vertical Race
  - 1re du Trophée des Gastlosen par équipe avec Catherine Mabillard[4]
  - 3e aux Championnats du monde par équipe avec Catherine Mabillard
- 2008 :
  - 1re aux Championnats du monde en relais avec Marie Troillet, Nathalie Etzensperger et Gabrielle Magnenat
  - 2e aux Championnats du monde par équipe avec Nathalie Etzensperger
  - 6e aux Championnats du monde en individuel
  - 9e aux Championnats du monde en combiné
- 2009 :
  - 2e aux Championnats d'Europe en relais avec Nathalie Etzensperger et Gabrielle Magnenat
  - 10e aux Championnats d'Europe en individuel
  - 1re du Trophée des Gastlosen par équipe avec Nathalie Etzensperger[5]
- 2011 :
  - 3e aux Championnats du monde par équipe avec Gabrielle Gachet-Magnenat
  - 5e aux Championnats du monde en vertical Race
  - 7e aux Championnats du monde de vertical, classement combiné
- 2012 :
  - 1re aux Championnats d'Europe par équipe avec Marie Troillet
  - 1re aux Championnats d'Europe en relais avec Émilie Gex-Fabry et Mireille Richard
  - 1re aux Championnats du monde de vertical, classement combiné
  - 2e aux Championnats d'Europe en sprint
  - 3e aux Championnats d'Europe en individuel
  - 5e aux Championnats d'Europe de Vertical Race
  - 1re de la Patrouille de la Maya, avec Laëtitia Roux et Mireia Miró Varela[6]

#### LaPatrouille des Glaciers
- 2006 : 1re avec le record de la course, par équipe avec Catherine Mabillard et Gabrielle Magnenat
- 2008 : 1re avec le record de la course, avec Nathalie Etzensperger et Gabrielle Magnenat
- 2018 : 2e avec Victoria Kreuzer et Katia Tomatis

#### LaPierra Menta
- 2006 : 3e par équipe avec Catherine Mabillard
- 2008 : 3e par équipe avec Gabrielle Magnenat
- 2009 : 2e par équipe avec Gabrielle Magnenat
- 2012 : 2e par équipe avec Laetitia Roux[7],[8]

### Autres courses
- 2010 :
  - 2e (F30), à la Course du Cervin[9]
  - 3e à l'Iron-Terrific de Crans-Montana[10]